# Alfred García
Alfred García Castillo (El Prat de Llobregat, 14 de marzo de 1997), conocido simplemente como Alfred García, es un cantante, compositor, músico y productor musical español conocido por su participación en el concurso Operación Triunfo 2017, donde llegó hasta la final, quedando en cuarta posición.
Fue elegido para representar a España en el Festival de la Canción de Eurovisión 2018 con el tema «Tu canción», cantado a dúo con su compañera, Amaia, gracias al apoyo mayoritario del público, recibiendo el 43 % de los votos entre las tres canciones finalistas, quedando en 23ª posición en el festival.

## Biografía
Alfred García nació el 14 de marzo de 1997 en la ciudad barcelonesa de El Prat de Llobregat. Hijo de Alfredo y María Jesús, Alfred es estudiante de Comunicación Audiovisual en la Universidad Internacional de Cataluña, además de cursar el nivel superior de jazz y música moderna en el Taller de Músics de Barcelona.
Desde pequeño toca diferentes instrumentos musicales, como el trombón, habiéndolo estudiado en el conservatorio, y la guitarra, la batería y el teclado, siendo autodidacta en estos.
Ha creado y liderado su primera empresa de management Salvar A Los Pingüinos junto a su propia carrera artística y discográfica. Además, es socio fundador de la Cooperativa Esperanzah del Festival Esperanzah, embajador de Proactiva Open Arms y representante de la iniciativa ecologista Adidas: Run for the oceans, entre otras acciones sociales y labores solidarias. Ha participado en consurso de televisión como Operación Triunfo 2017 y Tu cara me suena

## Carrera musical

### Inicios
Empezó a cantar en bares musicales en verano de 2011 con tan solo catorce años en Palafrugell, Palamós y Castillo de Aro. En 2012, con quince años, publicó su primer disco producido por él, titulado Beginning y con diecisiete, gracias al proyecto musical y cultural La Capsa, grabó su primer sencillo, «She looks so beautiful», compuesto por él y producido por el músico argentino Esteban García, con el que ganó el premio del público en el festival Cara B.
En 2016, Alfred participó en las audiciones a ciegas del concurso musical de la cuarta edición de La Voz (Telecinco), donde tras cantar el tema «Waiting on the World to Change» no fue seleccionado por ningún coach, con lo que no pudo continuar en el concurso. Ese mismo año, autopublicó INBLACK (Volume One), un disco tributo acústico.

### 2017-2018:Operación Triunfoy Eurovisión

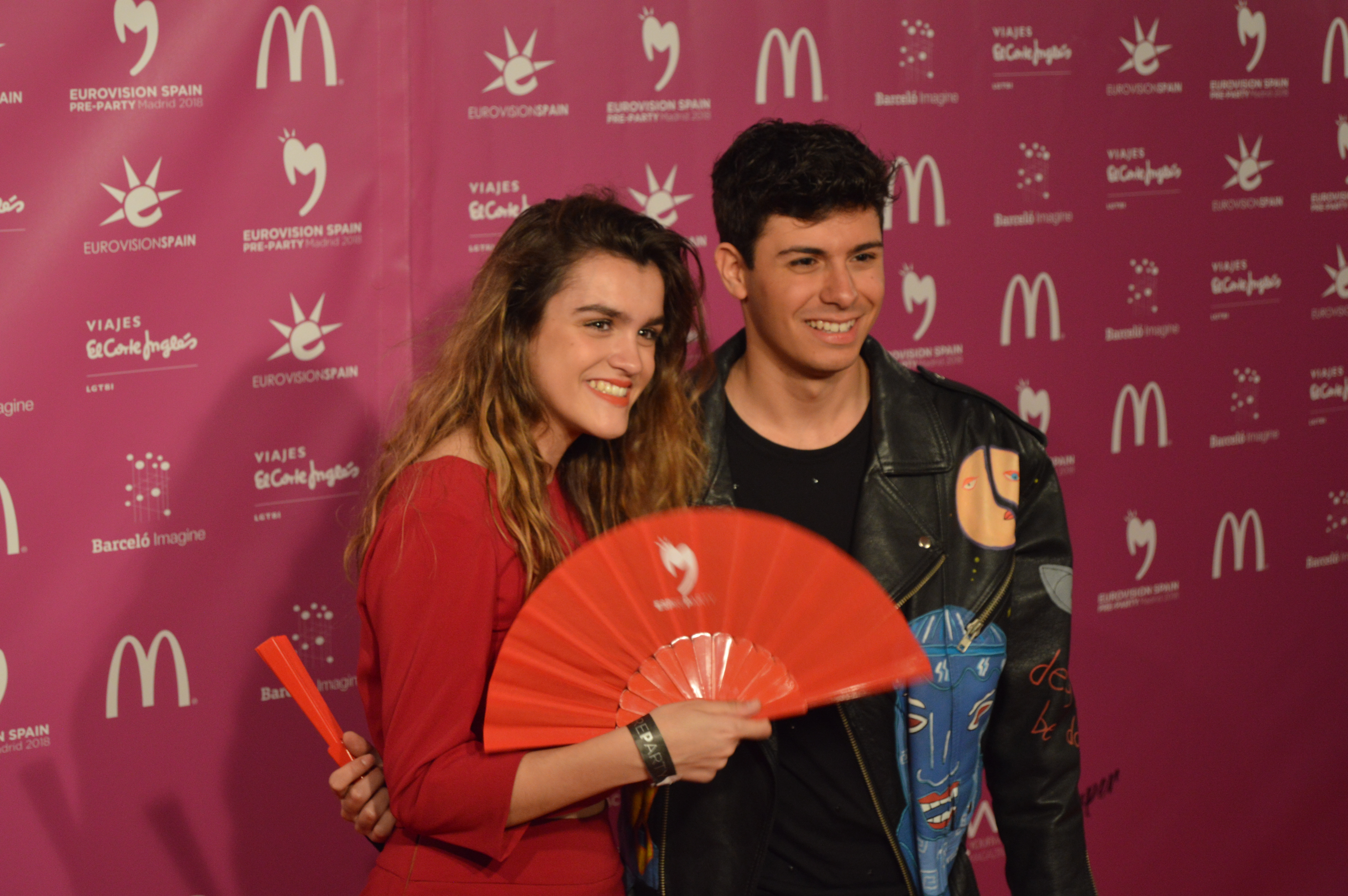
Alfred y Amaia en la Eurovision Spain Pre-Party en Madrid en abril de 2018.

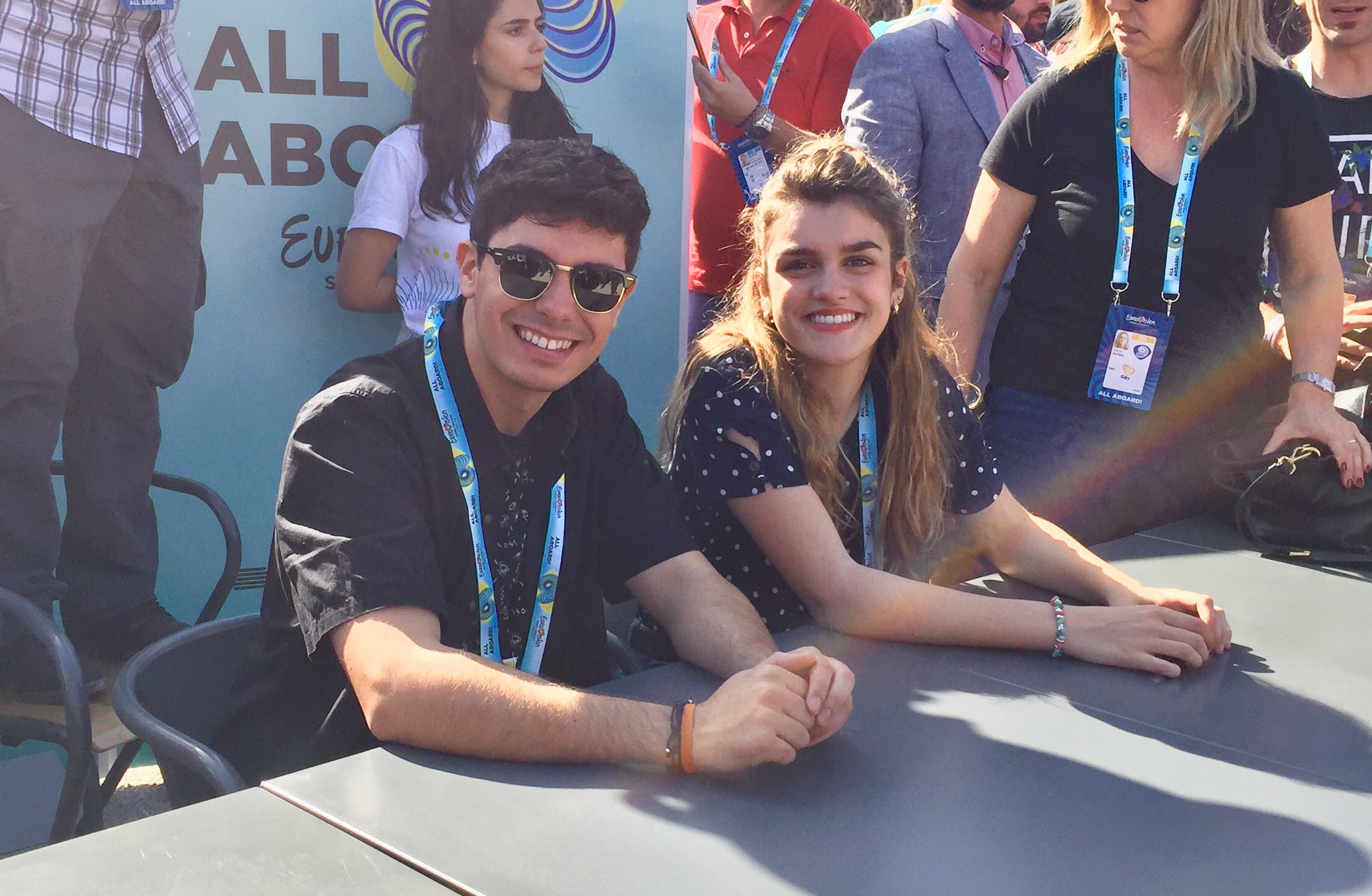
Los cantantes españoles Alfred y Amaia en Lisboa durante el Festival de la Canción de Eurovisión 2018.

En junio de 2017, Alfred se presentó a los castings de Operación Triunfo en Barcelona, pasó la primera fase con el número “1016” y finalmente fue seleccionado para entrar en la Academia. Durante el concurso, versionó canciones como «Don't Dream It's Over» (Crowded House), «City of Stars» (banda sonora de La La Land), «Amar pelos dois» (Salvador Sobral), «Rock with You» (Michael Jackson) y «Maldita dulzura» (Vetusta Morla), entre otras. Llegó hasta la final del concurso, habiendo sido previamente el favorito del público en dos ocasiones, y fue proclamado como el cuarto clasificado de los cinco finalistas. Una vez finalizado el concurso, Alfred y sus compañeros realizaron una gira por toda España entre marzo y diciembre de 2018, actuando en recintos emblemáticos como el Palau Sant Jordi de Barcelona, el Estadio Olímpico de La Cartuja de Sevilla, el Bizkaia Arena de Bilbao, o el Estadio Santiago Bernabéu de Madrid.
Como finalista, fue candidato a representar a España en el Festival de Eurovisión de 2018 con dos temas: un tema solista llamado «Que nos sigan las luces» (compuesto por Nil Moliner y modificado en parte por el propio Alfred) y un tema a dúo con Amaia llamado «Tu canción» (compuesto por Raúl Gómez y Sylvia Santoro). La gala de selección de la canción tuvo lugar el 29 de enero y a la fase final Alfred y Amaia llegaron con «Tu canción». Finalmente, el tema de Alfred y Amaia ganó frente al tema en solitario de Aitana («Arde») y al tema a dúo de Aitana y Ana Guerra («Lo malo»), con un 43 % de los votos. En marzo de 2018 consiguió ser disco de oro con la canción «Tu canción» con ventas superiores a 20 000 copias vendidas, llegando a obtener el certificado platino posteriormente.
En abril de 2018, Alfred resultó ganador del Premio Ciudad del Prat como artista y cantante. Ese mismo mes participó también en la fiesta de Sant Jordi, patrocinada por La Vanguardia y en un concierto homenaje, junto a Amaia, llamado Amaia, Alfred y amigos, realizado por RTVE antes de su partida hacia Lisboa y Eurovisión. En este concierto, cantaron algunas de sus canciones favoritas con artistas como Zahara y Love of Lesbian. Además, Amaia y Alfred estrenaron la versión en inglés de «Tu canción», llamada «Your song», adaptada por Paula Rojo. Este concierto fue emitido vía internet el 26 de abril, pero el 9 de mayo fue reemitido a través de La 2 de Televisión Española.

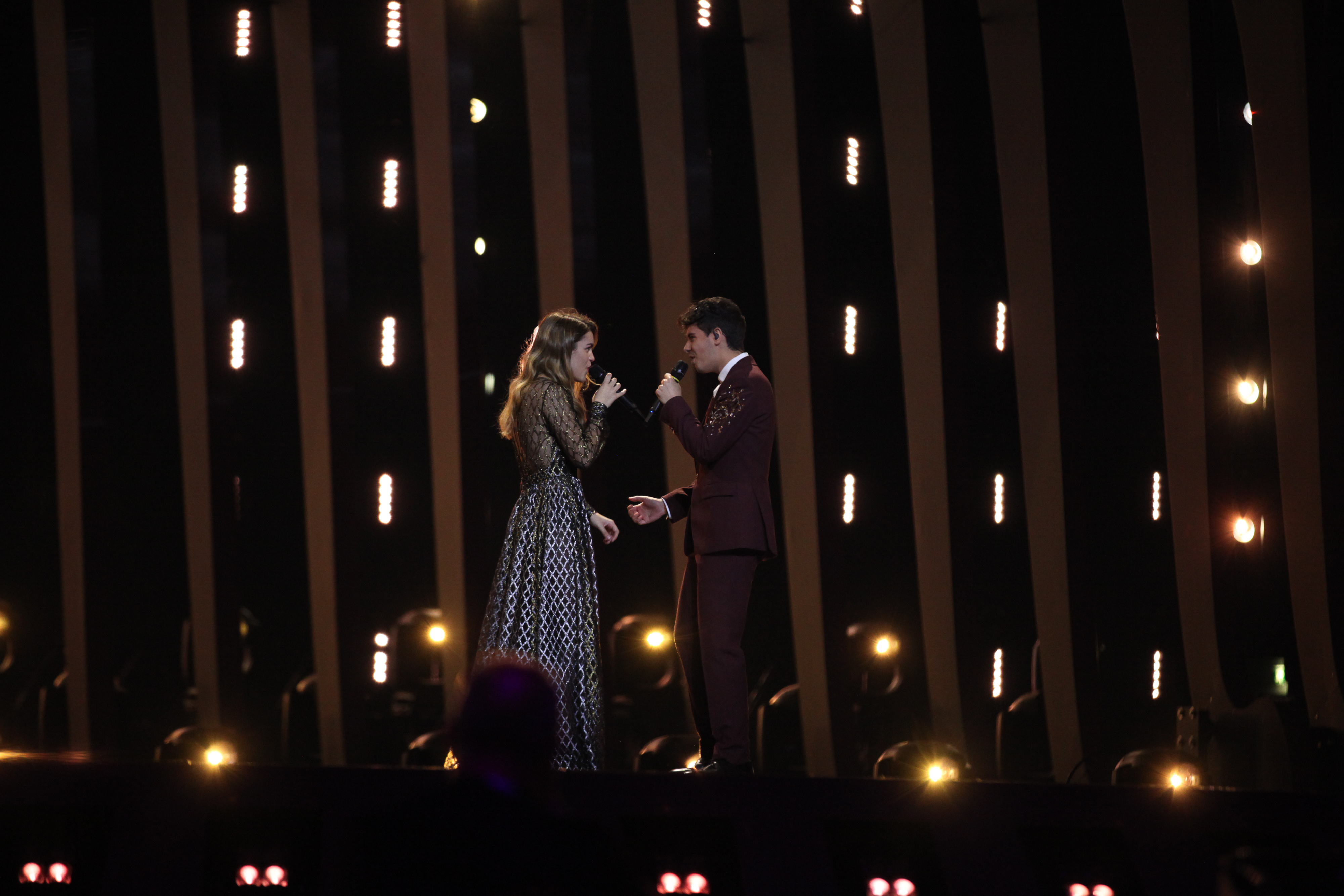
Alfred y Amaia interpretando "Tu canción" en Eurovisión 2018, 12 de mayo de 2018 en Lisboa.

El martes 8 de mayo tuvo lugar la primera semifinal en la que España tuvo derecho a voto (hay que recordar que, como miembro del Big Five, España pasa directamente a la final). Como representantes de España, Amaia y Alfred estuvieron presentes en la primera semifinal y se mostró un minuto de su actuación del ensayo general del día anterior. Justo un día después de la primera semifinal, se hizo oficial que «Tu canción» era disco de platino. El sábado 12 de mayo se celebró en Lisboa la Gran Final del Festival, en la que actuaron en segundo lugar. Tras las votaciones, quedaron en vigesimotercera posición, de veintiséis países, con 61 puntos (43 del jurado profesional y 18 del televoto).

### 2018:1016 Is Coming Tour
Durante su paso por la academia de Operación Triunfo compuso nuevos temas con la finalidad de incluir dichas canciones en su primer trabajo discográfico.
En marzo de 2018, Alfred acudió a los Premios Dial celebrados en el Centro Internacional de Ferias y Congresos de Tenerife, junto a algunos de sus compañeros de OT 2017.
El 9 de mayo de 2018 el cantautor anunció un "test tour" o "gira de prueba", es decir, una gira de conciertos donde mostraría al público algunos de los temas candidatos a ser incluidos en su álbum debut. Esta fue realizada principalmente por festivales celebrados en España durante el verano de 2018. bajo el nombre de 1016 Is Coming Tour.
Previamente al inicio de dicha gira, el cantante realizó diferentes apariciones en conciertos de cantantes y grupos como Jamie Cullum, David Bisbal y Love of Lesbian, entre otros. 
La gira comenzó el 20 de julio en el Share Festival del Pueblo Español de Barcelona junto a artistas como Rita Ora, Abraham Mateo, Álvaro Soler y Morat, entre otros, donde más de 5000 personas acudieron a este primer concierto. 

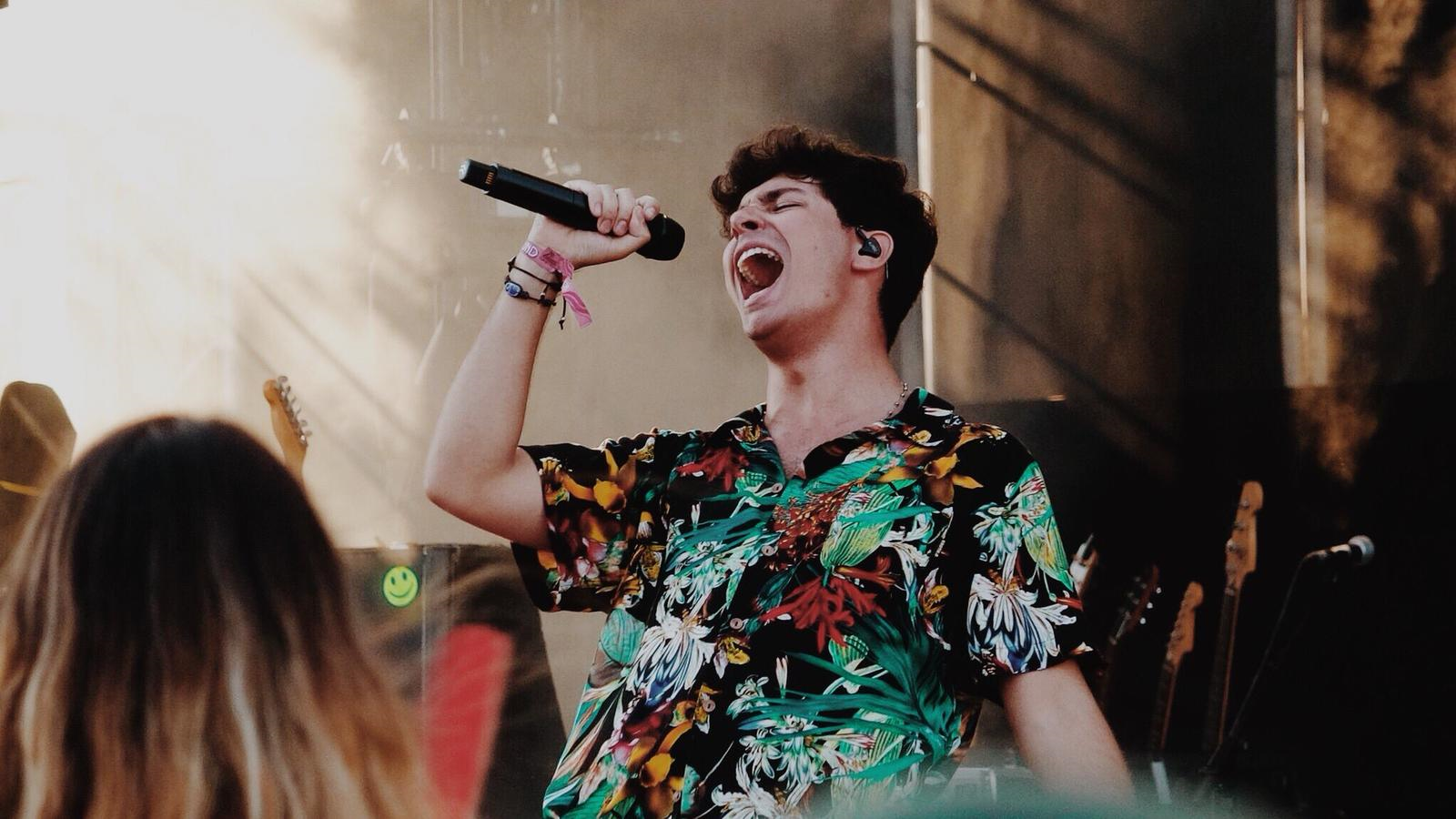
Alfred en el Arenal Sound

El 3 de agosto de 2018 se celebró el segundo concierto de la gira, esta vez en el Arenal Sound, con un gran éxito de asistencia a pesar del horario y las altas temperaturas.
La siguiente parada del tour promocional se dio el día 31 de agosto en el festival Acústica 2018, en Figueras, siendo Alfred García cabeza de cartel. Este concierto tuvo un repertorio más amplio que los anteriores debido a la mayor duración. El concierto de Alfred García fue uno de los más multitudinarios dentro de esta edición del Festival, que a su vez ha sido la más multitudinaria hasta la fecha. Además del concierto del día 31 de agosto, el día siguiente Alfred participó en el concierto de Albert Pla.
La última parada del #1016iscomingtour fue en las fiestas mayores del Prat del Llobregat, ciudad natal del cantante. El día 28 de septiembre Alfred García dio el pregón con el que comenzaron las fiestas de su localidad. Alfred García recitó un discurso sobre la relación que ha tenido su vida en el Prat con la manera en la que ha crecido como artista. Además, regaló a los asistentes una nueva versión de la sardana típica del Prat de Llobregat. El día siguiente, 29 de septiembre, Alfred celebró el último concierto de la gira #1016iscomingtour en el escenario Renfe de El Prat, al que acudieron más de 13.000 espectadores que pudieron disfrutar de los temas de García así como de versiones inéditas en la gira como 'El último incendio' de Leiva, el bolero 'Vete de mi' o 'Miedo' de M Clan junto a Amaia.
En junio de 2018, cinco meses después de la Gala de Eurovisión, el tema solista que presentó Alfred («Que nos sigan las luces») fue número uno de descargas en iTunes y superó los 6 millones de escuchas en Spotify. Este mismo tema consiguió la certificación como disco de oro el 21 de agosto de 2018, siendo el primer disco de oro de Alfred en solitario.

### 2019-2021: Primer álbum de estudio post OT y '1016 Tour'
El primer álbum de estudio después de vivir la experiencia de Operación Triunfo, titulado 1016, haciendo un guiño al número que le pusieron en el casting del talent show, se grabó durante octubre de 2018. En el proceso de grabación participaron los músicos que habían acompañado a Alfred en su gira previa #1016iscomingtour y se realizó en el estudio Music Lan, en Gerona. El propio Alfred García fue el compositor y el productor de sus temas del álbum.  Las grabaciones terminaron el 28 de octubre y el proceso de masterización se realizó durante las semanas siguientes. 
El álbum salió al mercado el 14 de diciembre de 2018 distribuido por Universal Music, convirtiéndose en el primer artista masculino español en récord de streamings en Spotify en su primer día en el mercado, con 1 563 827 streams; y convirtiéndose en el primer artista español en colocar 16 canciones en el top 200 de Spotify España, 15 de ellas en el top 100, el primer día de estreno. El disco 1016 fue certificado como disco de oro al superar las 20 000 copias vendidas en su cuarta semana en el mercado. Obteniendo también el 12 de febrero el certificado de disco de oro por su primer sencillo "De la tierra hasta Marte" Posteriormente, en marzo de 2019, salió a la venta el vinilo de 1016. 
A mediados de enero de 2019, publicó las 20 primeras fechas de la gira 1016 tour. Posteriormente nuevas fechas fueron anunciadas, así como diversos festivales. La gira se inició con un "concierto secreto" el 14 de febrero en la Sala Sidecar de Barcelona para solamente 200 personas, en el cual, . Sin embargo, la primera fecha oficial se dio en la Sala Joy Eslava de Madrid, el 28 de febrero.
Tras finalizar esta gira de salas, repleta de sold outs, el cantante no para y se encuentra de gira por los mayores festivales del país, como son el Holika o el Mediterránea.
En julio de 2019 ha regresado al Share Festival, un festival solidario en el cual ha colaborado con Nil Moliner en "Que nos sigan las luces", con Carlos Sadness en una versión más veraniega y festivalera del soul "No cuentes conmigo" y con el rapero Rayden, en una canción llamada "Comunicado oficial".
El 31 de agosto de 2019 brindó por primera vez un concierto en Latinoamérica, en la Sala The Roxy Live de Buenos Aires y repitiendo al día siguiente por haber agotado todas las entradas.
El 9 de noviembre de 2019 acabó su gira para descansar durante unos meses, limitando sus apariciones públicas y así poder trabajar con tranquilidad en nuevos proyectos de futuro.
En marzo de 2020 creó y lidera su primera empresa de management, "Salvar a los pingüinos, S.L.".

### 2021: 1997
El día 21 de diciembre de 2020 anunció por sus redes sociales que volvería a la música después de un tiempo sin actividad musical. El día 15 de enero de 2021 se publicó Los Espabilados. La primera canción de su segundo trabajo y canción original de la serie Los espabilados.
El 17 de junio del mismo 2021 anunció, también por medio de sus redes sociales que publicaría una semana después el segundo sencillo para su próximo álbum, 
y el 25 de junio se estrenó Praia dos Moinhos.
No pasó ni un mes para que Alfred anunciara el último sencillo antes del álbum. El 16 de julio anunció Toro de Cristal, que se estrenó el 27 de julio.
El 2 de octubre anunció la portada y el título del disco: 1997, que se estrenó el 29 de octubre, junto a varios Lyric Video en YouTube.

### 2022: Tu cara me suena
En el año 2022 probó suerte en el programa de Antena 3 Tu cara me suena 10 donde esta haciendo imitaciones de artistas como Coldplay, Stephen Sanchez, Zac Efron en su época High School Musical y Michael Jackson, uno de sus grandes referentes

## Televisión

### Concursos
| Año       | Programa                                  | Canal    | Notas            |
| --------- | ----------------------------------------- | -------- | ---------------- |
| 2017-2018 | Operación Triunfo 2017                    | La 1     | 4.º finalista    |
| 2018      | Festival de la Canción de Eurovisión 2018 | La 1     | 23.º clasificado |
| 2019      | La mejor canción jamás cantada            | La 1     | Ganador          |
| 2023      | Benidorm Fest 2023                        | La 1     | Concursante      |
| 2023      | Tu cara me suena                          | Antena 3 | 5.º clasificado  |
| 2023      | Dúos increíbles                           | La 1     | Concursante      |

## Discografía

### Álbumes de estudio
| Título                | Detalles | Posición máxima | Certificación y ventas |
| --------------------- | --- | --------------- | ---------------------- |
| Beginning             | - Lanzamiento: 2012 - Sello: autopublicado                                                                        | —               | —                      |
| INBLACK (Volume One)  | - Lanzamiento: 2016 - Sello: autopublicado                                                                        | —               | —                      |
| 1016                  | - Lanzamiento: 14 de diciembre de 2018 - Sello: Universal Music Spain - Formatos: CD, descarga digital, streaming | 2               | : 40 000               |
| 1997                  | - Lanzamiento: 29 de octubre de 2021 - Sello: Universal Music Spain - Formatos: CD, descarga digital, streaming   | 5               | —                      |
| T'estimo es te quiero | - Lanzamiento: 30 de mayo de 2025 - Sello: Música Global Discogràfica - Formatos: CD, descarga digital, streaming | 59              |                        |

### Reediciones de álbumes
| Título                 | Detalles |
| ---------------------- | --- |
| 1016 / El círculo rojo | - Lanzamiento: 1 de noviembre de 2019 - Sello: Universal Music Spain - Formatos: CD, descarga digital, streaming |

### Álbumes en vivo
| Título                       | Detalles |
| ---------------------------- | --- |
| 1016 En directo: fin de gira | - Lanzamiento: 17 de julio de 2020 - Sello: Universal Music Spain - Formatos: CD, descarga digital, streaming |

### Álbumes recopilatorios
| Título                                 | Detalles | Posición máxima |
| -------------------------------------- | --- | --------------- |
| Sus canciones (Operación Triunfo 2017) | - Lanzamiento: 9 de marzo de 2018 - Sello: Universal Music Spain - Formatos: CD, descarga digital, streaming | 5               |

### Sencillos
Sencillos como artista principal
| Título                       | Año  | Álbum                        | Posición máxima | Certificación y ventas |
| ---------------------------- | ---- | ---------------------------- | --------------- | ---------------------- |
| «Tu canción» (con Amaia)     | 2018 | Alfred García: Sus Canciones | 3               | : 40 000               |
| «De la Tierra hasta Marte»   | 2018 | 1016                         | 12              | : 20 000               |
| «Wonder» (con Pavvla)        | 2019 | 1016                         | 95              |                        |
| «Cicatriz» (con Isma Romero) | 2019 | Cara a Cara                  | —               |                        |
| «Londres»                    | 2019 | 1016                         | 58              |                        |
| «Los Espabilados»            | 2021 | Los Espabilados (BSO) y 1997 | —               |                        |
| «Prahia dos Moinhos»         | 2021 | 1997                         | —               |                        |
| «Toro de cristal»            | 2021 | 1997                         | 25              |                        |
| «2001»                       | 2022 | —                            | —               |                        |
| «Corazón»                    | 2023 | —                            | —               |                        |
| «Els teus ulls»              | 2023 | T'estimo es te quiero        | 1               | : 20 000               |
| «Llamas en el cielo»         | 2024 | T'estimo es te quiero        | 47              |                        |
| «Rumba catalana»             | 2024 | T'estimo es te quiero        | —               |                        |
| «T'estiu»                    | 2025 | T'estimo es te quiero        | —               |                        |
| «Estrella» con Álvaro Soler  | 2025 | T'estimo es te quiero        |                 |                        |

Sencillos promocionales
| Título                    | Año  | Álbum                  | Posición máxima | Certificaciones y ventas |
| ------------------------- | ---- | ---------------------- | --------------- | ------------------------ |
| «Que nos sigan las luces» | 2018 | 1016                   | 19              | : 20 000                 |
| «Amar volar al invierno»  | 2019 | 1016 / El Círculo Rojo | —               |                          |
| «2001»                    | 2021 | 2001                   |                 |                          |

Otros sencillos
| Título          | Año  | Álbum | Posición máxima | Certificaciones y ventas |
| --------------- | ---- | ----- | --------------- | ------------------------ |
| «Et Vull Veure» | 2018 | 1016  | 64              |                          |

## Giras

### Promocionales
- 2018: 1016 Is Coming Tour[28]
- 2019: 1016 Tour
- 2022: 1 Tour: 1997 & 2001 Tour

### Conjuntas
- 2018: OT 2017 en concierto[60]

## Premios y nominaciones
| Año  | Premio/Concurso                                 | Categoría                                                                 | Resultado |
| ---- | ----------------------------------------------- | ------------------------------------------------------------------------- | --------- |
| 2016 | Festival Cara B                                 | Premio del público (por «She looks so beautiful»)                         | Ganador   |
| 2018 | Premis Ciutat del Prat                          | Premio «Amics del Prat»                                                   | Ganador   |
| 2019 | Premis Enderrock                                | Mejor artista revelación                                                  | Nominado  |
| 2019 | Premis Enderrock                                | Mejor artista en lengua no catalana                                       | Nominado  |
| 2019 | Premis Enderrock                                | Mejor disco de canción de autor (por «1016»)                              | Nominado  |
| 2019 | Premis Enderrock                                | Mejor canción de autor (por «Et vull veure» junto con Amaia)              | Ganador   |
| 2019 | LOS40 Music Awards                              | Artista del 40 al 1                                                       | Nominado  |
| 2019 | Premis ARC                                      | Mejor gira de artista o grupo por festivales                              | Nominado  |
| 2019 | Soundie Music Video Awards                      | Mejor videoclip de un artista de Cataluña (por «Wonder» junto con Pavvla) | Ganador   |
| 2020 | Premios Odeón                                   | Artista Odeón Revelación 2020                                             | Nominado  |
| 2020 | Premis Enderrock                                | Mejor canción de pop-rock (por «Crema la nit»)                            | Nominado  |
| 2022 | Premis Rac105                                   | Mejor Artista                                                             | Ganador   |
| 2023 | Premis Rac105                                   | Mejor Dueto o Colaboración (por Electricitat con Miki Núñez)              | Ganador   |
| 2024 | Premios Continuará - Culturas 2                 | Música                                                                    | Ganador   |
| 2024 | I Premios de la Academia de la Música de España | Mejor canción en catalán/valenciano/aranés (por Els teus ulls)            | Nominado  |